# Parafia Najświętszej Maryi Panny Zielnej w Lesznie
Parafia Najświętszej Maryi Panny Zielnej w Lesznie – zlikwidowana parafia Kościoła Polskokatolickiego w RP położona na terenie diecezji wrocławskiej, w dekanacie pomorsko-wielkopolskim. 
Parafia Polskiego Narodowego Kościoła Katolickiego (ob. Kościół Polskokatolicki) pod wezwaniem Świętej Trójcy w Lesznie została utworzona w dniu 25 sierpnia 1929. Początkowo nabożeństwa i modlitwy organizowane były nieregularnie w wynajmowanych salach lub wprost pod gołym niebem. W 1932 parafia liczyła 96 rodzin narodowości polskiej i niemieckiej, a liczba sympatyków biorących udział w nabożeństwach wynosiła ok. 600 dusz. Z braku cmentarza komunalnego, zmarłych wyznawców chowano na cmentarzu wyznania ewangelicko-reformowanego. Podczas II wojny światowej placówka nie funkcjonowała wcale, w 1946 parafia narodowa w Lesznie otrzymała zabytkowy obiekt sakralny po wyznaniu ewangelicko-luterańskim. Poświęcenia świątyni dokonał w dniu 26 maja 1949 ks. bp Józef Padewski. Nowa świątynia nie była jednak remontowana, a z braku funduszy szybko niszczała. W 1976 władze państwowe znalazły proste rozwiązanie – dokonały podziału obiektu, przydzielając kościół parafii rzymskokatolickiej, a przylegającą do kościoła kaplicę parafii polskokatolickiej. Decyzją wojewody leszczyńskiego z dnia 2 kwietnia 1991 cały obiekt został przekazany parafii rzymskokatolickiej, a Kościołowi Polskokatolickiemu budynek przy ul. 17 Stycznia 23 z przeznaczeniem na kaplicę i plebanię. Ordynariusz diecezji wrocławskiej, ks. bp Wiesław Skołucki, z dniem 4 października 1992 opiekę duszpasterską nad parafią powierzył ks. dr. Tadeuszowi Piątkowi, a 28 czerwca 2003 obowiązki administrowania parafii powierzono ks. Tadeuszowi Krasiejce.
Od 2017 roku parafia przestała być wykazywana w spisie placówek Kościoła Polskokatolickiego. 